# Butler Industries
Butler Industries ist eine international tätige französische Investmentgesellschaft mit Sitz in Paris.

## Geschichte
Die Firma wurde 1991 von Walter Butler gegründet, der vorher bei der Bank Goldman Sachs in der Fusionen- und Übernahmen-Abteilung Erfahrungen gesammelt hatte. Die Firma entwickelte sich zu einem internationalen Unternehmen, die in vielen unterschiedlichen Branchen tätig ist.
Wichtige Meilensteine waren: 1993 Beteiligung an BBDO (Werbung), 1998 Übernahme von OSIATIS (IT), 2005 Übernahme von SNCM (Schifffahrtslinie), 2009 Gründung von WBO, einem europäischen Investmentfonds, 2011 Übernahme von ANOVO, einer After-Sales-Support und Supply-Management-Services Firma für elektronische Produkte, die damals bankrott war, 2018 Übernahme vom Paradis Latin, dem ältesten Cabaret der Welt, 1802 von Napoleon Bonaparte gegründet, 2022 Übernahme der Seaowl Group, Marine- und Energiedienstleistungen. Auffällig ist das weite Spektrum der Branchen, das sich auch in der Organisation widerspiegelt.

## Geschäftsstrategie und Organisation
Butler Industries ist eine globale Investmentfirma mit Sitz in Paris, Shanghai, London und Singapur. Sie erwirbt Mehrheits- oder relevante Minderheitsbeteiligungen an Firmen, die entweder in finanziellen Schwierigkeiten sind oder die ein hohes Potenzial an Wachstum haben. Das Ziel ist es, ein langfristiges Wachstum sicherzustellen durch Sanierung, Reorganisation und Zuführung von finanziellen Mitteln. Die Beteiligungen werden langfristig gehalten, mehrere Jahre, vereinzelt auch Jahrzehnte. Vor der Beteiligung sucht man das Einverständnis der übernommenen Firma. Butler analysiert nicht nur die finanzielle Situation, sondern auch die technischen und organisatorischen Aspekte der betroffenen Firmen und arbeitet aktiv mit dem Management zusammen. Ziel ist nicht der kurzfristige, spekulative Gewinn.
Die Firma musste auch Misserfolge hinnehmen. 2012 gingen zwei Beteiligungen in Konkursverwaltung: Virgin Megastore (Frankreich) und Sernam (Service national des messageries, eine Transportgesellschaft).
Die Firma ist in drei Divisionen aufgeteilt: Lifestyle, Industrial Investments (Industrielle Investitionen), Asset Management (Vermögensverwaltung). Daneben gibt es noch Abteilungen für Versicherungen, Immobilieninvestitionen und Anleihen-Management.
Die Geschäftsführung (Investment Team) bestand 2025 aus 18 Personen, darunter Walter Butler als Präsident und seine Tochter Éleonore. Viele haben renommierte französische Handelshochschulen (Écoles de commerce) besucht und Erfahrung bei Firmen wie Arthur Andersen gesammelt. Christophe Cermoacce leitet die Niederlassung in Singapur.

## Beteiligungen (Auswahl)
Neben den oben aufgeführten Beteiligungen gibt es weitere von kleinerem Umfang:
- Moma Group – Restaurants, Catering, Veranstaltungen[7][8]
- Domaine de La Brillane – Weingut in Südfrankreich
- La Liste, Come To Paris, Welcome Management Systems – touristische Angebote
- Cheops Technology – IT Services
- ESP Consulting – Energie-Wirtschaft

## Finanzzahlen
Wie üblich bei diesen Firmen ist die juristische Struktur komplex. Es gibt die Butler Capital Partners SA, die Butler Investment Managers und die Holding Butler Industries. Viele Beteiligungen werden von Fonds gemanagt, die nicht in der Bilanz auftauchen. Die folgenden Finanzzahlen beruhen auf Angaben der Firma selbst. Seit ihrer Gründung hat Butler Industries 40 Firmen oder Gruppen übernommen, mit mehr als 50.000 Arbeitsplätzen. Sie verwaltet ein Vermögen von 8 Mrd. EUR. Die Holding hat laut Handelsregister 10 bis 19 Angestellte, ein Grundkapital 10 Mio. EUR und wird von Eleonore und Walter Butler geleitet.

## Die Familie Butler
Walter Butler wurde am 16. August 1966 in Brasilien geboren und kam im Alter von 7 Jahren nach Frankreich. Er besuchte die Schule in Bordeaux, danach studierte er am Institut d'études politiques (Institut für Politikwissenschaft) und an der École nationale d’administration, danach trat er in die Inspection des Finances (Finanzministerium) ein. Er arbeitet für François Léotard im Kulturministerium und war insbesondere an der Privatisierung von TF1 beteiligt. Zwei Jahre später trat er bei Goldman Sachs ein und arbeitet in New York und London. 1990 gründete er den Investmentfonds ESI, den er 1991 in Butler Industries umbenannte.
Er hat zwei Kinder: Eléonore, geboren 1993 und Henry, geboren 1996, beide arbeiten in der Firma ihres Vaters. Die Familie Butler belegt mit einem Vermögen von 1200 Mio. EUR den Rang 111 unter den reichsten französischen Familien.